# Капітан Крокус (фільм)
«Капітан Крокус» також відомий як «Капітан Крокус і Таємниця маленьких змовників» — український радянський дитячий художній фільм 1991 року режисера Володимира Онищенка за повістю російського письменника Федора Кнорре.

## Сюжет
Опудалище, що втекло з цирку, захопило владу в місті. У його планах — наробити ще більше опудал, із хатніх тварин і не тільки… Протистояти йому наважуються діти Малюк і Ломтик, клоун Коко зі своїм поросям Персиком, і завжди готовий прийти на допомогу капітан Крокус.

## У ролях
- Андрійко Онищенко — Ломтик
- Андрійко Ємець — Малюк
- Михайлик Олександров
- Філя Марцевич
- Юрій Нікулін — Від автора
- Костянтин Степанков — Капітан Крокус (вокал — Євген Паперний)
- Богдан Бенюк — Клоун Коко
- Сергій Сивохо — Бувалий
- Сергій Гаврилюк — Бовдур
- Олег Сиротенко — Боягуз
- Олександр Сентюра — Таємний секретар
- Валерій Свищов — Голова
- Петро Панчук — Інспектор
- Олександр Белина — Головнокомандувач
- Олена Іллєнко — Міністр Пропаганди
- Михайло Свєтін — Сищик Тити Ктифф
- Борислав Брондуков — Шеф Поліції
- Едуард Марцевич — Почесний Лихвар
- Костянтин Шафоренко — Чучелище, він же — Генерал-Кібернатор
- Віктор Андрієнко — Член Таємної ради (епізод, нема в титрах)

## Знімальна група
- Режисер-постановник: Володимир Онищенко
- Оператор-постановник: Сергій Борденюк
- Художник: Віталій Ясько, асистенти: Л. Репицька, М. Маслова
- Композитор: Людмила Расіна
- Текст пісень: Андрій Федоров, Анатолій Навроцький, Сергій Ступак
- Режисери: Борис Зеленецький, Валентин Войко, асистенти: В. Домбровський, В. Фомченко, Т. Гуральник
- Звукооператор: Юрій Винарський
- Монтаж: Лідія Петренко
- Гример: Ірина Беліна
- Оператор: Генадій Контесов
- Диригент: Віктор Здоренко